# Olivier-Krokus
Der Olivier-Krokus (Crocus olivieri) ist eine Pflanzenart aus der Gattung der Krokusse (Crocus).

## Merkmale
Der Olivier-Krokus ist ein ausdauernder Knollen-Geophyt, der Wuchshöhen von 5 bis 10 Zentimeter erreicht. Die Knolle besitzt keinen langen Hals aus toten Niederblättern. Die 1 bis 4 (selten 5) Blätter sind 2 bis 5 (selten 1,5 bis 7) Millimeter breit, meist flaumig behaart und eher ausgebreitet als aufrecht. Die zwei Hochblätter sind ungefähr gleich groß. Die Blüten sind leuchtend orangegelb gefärbt, manchmal sind sie auch blassgelb. Die Perigonzipfel messen 15 bis 35 × 4 bis 12 Millimeter. Die Narbe weist 6 bis 15 Äste auf.
Die Blütezeit reicht von Februar bis April.
Die Chromosomenzahl beträgt 2n = 6.

## Vorkommen
Der Olivier-Krokus kommt in Mazedonien, Südost-Rumänien, Süd-Bulgarien, Albanien, Griechenland sowie der West- und Zentral-Türkei vor. Die Art wächst auf offenen Felsrasen und in lockeren Gehölzen in Höhenlagen von 150 bis 1400 Meter vor.

## Systematik
Es werden 3 Unterarten des formenreichen Crocus olivieri unterschieden:
- Crocus olivieri subsp. olivieri (Syn.: Crocus suterianus Herb., Crocus aucheri Boiss.): Die Knollenhülle ist häutig oder parallelfaserig. Die Griffel sind sechsästig. Die Perigonzipfel besitzen außen keine Streifen. Die Unterart kommt auf der Balkanhalbinsel und in der Türkei vor.
- Crocus olivieri subsp. balansae (J.Gay ex Baker) B.Mathew: Die Knollenhülle ist häutig oder parallelfaserig. Die Griffel sind 12- bis 15-ästig. Die Unterseite der Perigonzipfel ist meist braunpurpur gestreift oder überlaufen. Diese Unterart kommt in der West-Türkei, auf Chios und auf Samos in Höhenlagen von 450 bis 1000 Meter vor. Manche Autoren sehen sie aber für eine eigenständige Art an: Crocus balansae J.Gay ex Maw.[2]
- Crocus olivieri subsp. istanbulensis B.Mathew: Die Knollenhülle ist grobfaserig, an der Knollenspitze sind die Fasern schwach vernetzt. Diese Unterart kommt in der Nordwest-Türkei in der Provinz Istanbul in Höhenlagen von 150 bis 170 Meter vor. Manche Autoren sehen sie aber für eine eigenständige Art an: Crocus istanbulensis (B.Mathew) Ruksans.[2]

## Nutzung
Der Olivier-Krokus wird selten als Zierpflanze für Steingärten und Rabatten genutzt.